# Visoki napon
Visoki napon (en serbocroat Alta tensió) és una pel·lícula ioguslava del 1981. Fou dirigida per Veljko Bulajić que també va escriure el guió juntament amb Mirko Bošnjak i Ivan Salečić i el paper principal va ser interpretat per Božidarka Frajt.

## Argument
Després de la Segona Guerra Mundial es necessiten treballadors per a la construcció del primer generador a la fàbrica Rade Končar, i arriben a Zagreb joves treballadors, entre ells l'obrera Sonja. Com que no hi ha prou experts ni les peces necessàries, l'única esperança són els països comunistes amics de Txecoslovàquia i l'URSS. Després de la resolució de l'Informburo, ja no es pot comptar amb aquesta ajuda.

## Repartiment
- Božidarka Frajt - Sonja
- Vanja Drah - Director
- Milan Štrljić - Stjepan
- Ljubiša Samardžić - Ivo
- Relja Bašić - Jurčec
- Zvonko Lepetić - Djuro
- Velimir Bata Živojinović - Ministre Cukić
- Ivo Gregurević - camarada Vlado
- Sanja Vejnović - skojovka
- Predrag Eidus - Udbas
- Antun Nalis - Un cambrer
- Ilija Ivezić - Camarada d'un sol braç del comitè
- Zvonko Strmac - Enginyer Balash
- |Ljiljana Gazdić || Magdalena
- Nada Gaćešić - Locutor
- Lena Politeo - La dona de Đura
- Demeter Bitenc - Venedor d'esbossos
- Zvonimir Torjanac - Enginyer Marek (com a Zvonko Torjanac)
- Zvonimir Ferenčić - Comerciant
- Ivo Juriša - Cantant d'òpera
- Jadranka Matković - Una dona jove
- Antun Kujavec - Recepcionista de l'hotel
- Finka Pavičić - Venedora de bitllets a l'estació de tren
- Branimir Vidić - Un amic de la comissió d'estudiants
- Mia Oremović - Caixer
- Ervina Dragman - Mare de l'enginyer Jurcec

## Guardons
Al 28è Festival de Cinema de Pula l'any 1981:
- Mladen Prebil – Zlatna arena per al so de la pel·lícula
- Vesna Lažeta - Zlatna arena d'or

Vrnjačka banja 81' - 3r premi al guió